# Krista Kiuru
Krista Katriina Kiuru, född 5 augusti 1974 i Björneborg, är en finländsk politiker (Socialdemokraterna). Hon är ledamot av Finlands riksdag sedan 2007 och har varit bostadsminister, kommunikationsminister, undervisningsminister samt familje- & omsorgsminister.
Kiuru har arbetat som studiehandledare och gymnasielärare i framställningskonst i Björneborg. Hon är politices magister och har studerat samhällsvetenskap, filosofi och sociologi. I augusti 2023 kom hon på andraplats i partimedlemsomröstningen om ny partiordförande mot Antti Lindtman efter den avgående Sanna Marin.

## Utmärkelser
- Kommendörstecknet av Finlands Vita Ros’ orden,  6 december 2015[3]
- Krigsinvalidernas förtjänstkors,  2019[4]
- Finlands Röda Kors’ förtjänstmedalj i silver[5]

[Redigera Wikidata]